# Joseph Highmore

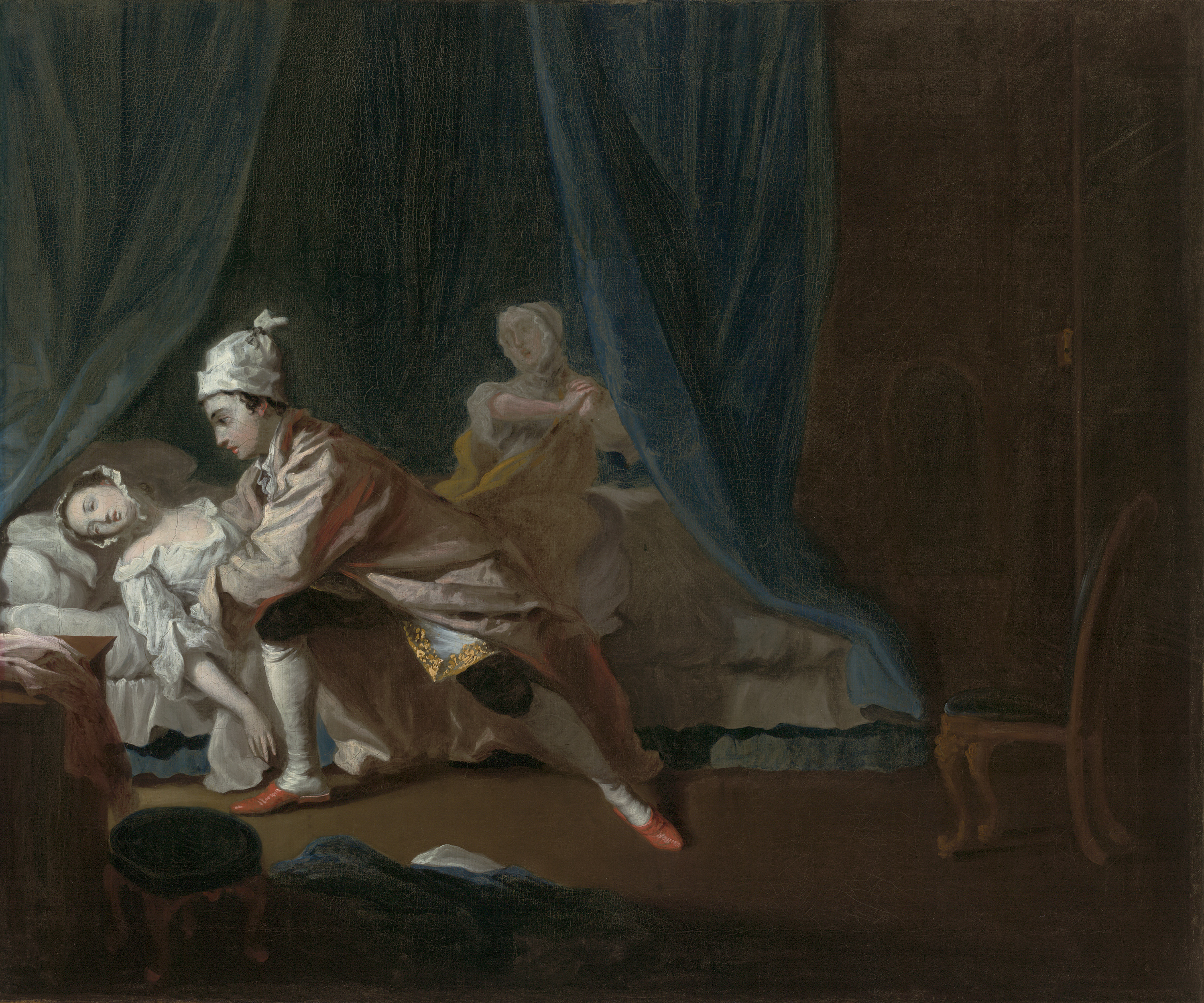
Pamela valt flauw, olieverf op doek, 1743 (van Samuel Richardsons karakterroman getiteld Pamela, or Virtue Rewarded)

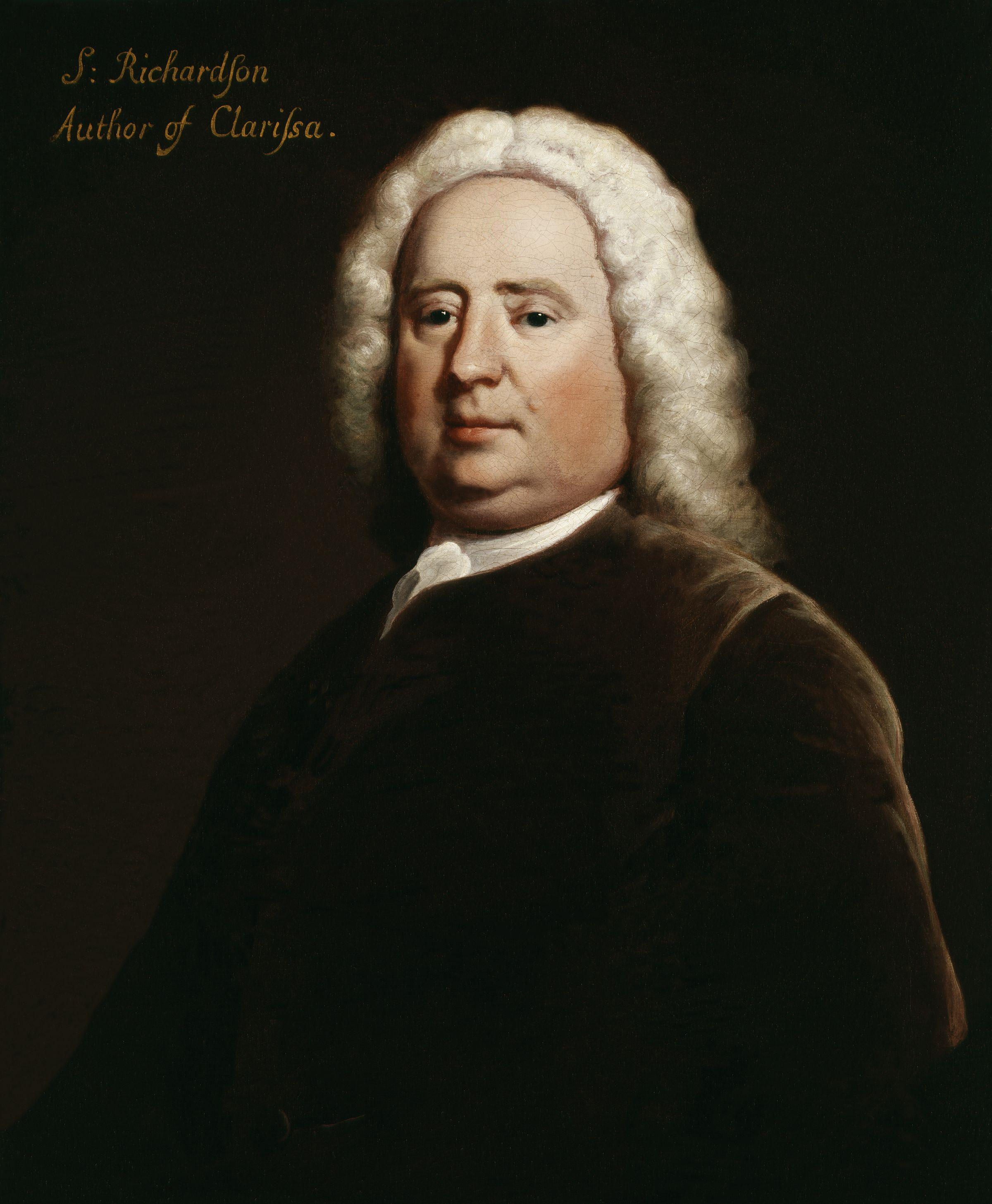
Portret van Samuel Richardson

Joseph Highmore (Londen, 13 juni 1692 – Canterbury, 3 maart 1780) was een Engels kunstschilder en (later) schrijver van theoretische werken over schilderkunst. Hij toonde al op jeugdige leeftijd talent, maar zijn ouders ontmoedigden dit en ambieerden voor hem een baan in de advocatuur. In die branche ging hij dan ook in 1707 in de leer, maar hij verveelde zich danig met dit werk en besloot uiteindelijk in 1715 een mogelijke carrière in die richting op te geven en zijn geluk te beproeven in de kunst. Hij vestigde zich als portretschilder in de City of London. Hij bekwaamde zich verder in de St Martin's Lane Academy, waar hij de Franse schilderkunst bestudeerde, met name die van de etser en boekillustrator Hubert-François Gravelot. Ook maakte hij studie van het perspectief en van de anatomie.
Highmore vervaardigde voornamelijk portretten en genrestukken in de stijl van de Engelse rococo. Ook Bijbelse en historische taferelen zijn van hem bekend. Hij was een leerling van de portretschilder Godfrey Kneller en een navolger van William Hogarth.
Toen in 1725 de Orde van het Bad werd (her)ingesteld door koning George I werd hem gevraagd de geridderden in hun bij de orde horend kostuum af te beelden. Dit bevestigde zijn groeiende reputatie als bekwaam portrettist. In de jaren 1732 tot 1734 reisde hij door Frankrijk en de Nederlanden en na zijn terugkeer in Engeland werkte hij verder aan de perfectionering van zijn stijl.
In 1744 vervaardigde Highmore een serie van 12 etsen en schilderijen voor de roman 'Pamela' van de schrijver Samuel Richardson, met wie hij ook bevriend raakte. Hij schilderde een portret van de schrijver, dat zich bevindt in de National Portrait Gallery in Londen.
In 1761 trok hij zich terug in Canterbury. Hij schilderde niet langer, maar wijdde zich aan het schrijven van een aantal boeken. Zijn bekendste werken zijn Critical Examination of Reubens' two Paintings in the Banqueting House en Observations on Bodwell's Pamphlet against Christianity.